# گرند بی وستفیلد
گرند بی وستفیلد (به انگلیسی: Grand Bay–Westfield) یک منطقهٔ مسکونی در کانادا است که در نیوبرانزویک واقع شده‌است. گرند بی وستفیلد ۵۹٫۸۶ کیلومتر مربع مساحت و ۵٬۱۱۷ نفر جمعیت دارد.